# Epiglaea decliva
Epiglaea decliva är en fjärilsart som beskrevs av Augustus Radcliffe Grote 1874. Epiglaea decliva ingår i släktet Epiglaea och familjen nattflyn. Inga underarter finns listade i Catalogue of Life.